# Joe Fogler
Joe Fogler (Nova York, 17 de març de 1884 - Nova York, 5 d'octubre de 1930) fou un ciclista estatunidenc, professional des del 1904 fins al 1914. Va destacar en les curses de sis dies on va aconseguir nou victòries.

## Palmarès
- 1905
  - 1r als Sis dies de Nova York (amb Eddy Root)
- 1906
  - 1r als Sis dies de Nova York (amb Eddy Root)
- 1909
  - 1r als Sis dies d'Atlanta (amb Eddy Root)
- 1911
  - 1r als Sis dies de Nova York (amb Jack Clark)
- 1912
  - 1r als Sis dies de Nova York (amb Walter Rütt)
  - 1r als Sis dies de Boston (amb Jim Moran)
- 1913
  - 1r als Sis dies de Nova York (amb Alfred Goullet)
  - 1r als Sis dies de París (amb Alfred Goullet)
  - 1r als Sis dies de Boston (amb Iver Lawson)